# Dioctria nigronitida
Dioctria nigronitida là một loài ruồi trong họ Asilidae. Dioctria nigronitida được Lehr miêu tả năm 1965. Loài này phân bố ở vùng Cổ Bắc giới.